# Software livre nos governos
Nos últimos anos a questão do software livre nos governos tem sido um tema de destaque, tanto na adoção quanto no incentivo e divulgação do software livre. Diversos governos tem adotado leis e medidas favoráveis ao software livre e dentre eles, alguns de destaque são: Brasil, Alemanha, França e Espanha. Este artigo apresenta informações sobre o estado do software livre, alguns dados históricos e uma perspectiva de uso e de investimentos até o ano de 2020. Para tanto, são considerados relatórios de empresas de consultoria contratadas por governos e documentos governamentais.

## Argumentos
Defensores do Movimento de Software Livre comentam que os governos deveriam adotar software livre porque:
- promove a independência do fornecedor já que o governo não fica dependente de apenas um fabricante, tão pouco obrigado a adquirir novas licenças a cada vez que algum software deixa de ter suporte ou lança-se uma nova versão;
- promove a inclusão digital de forma econômica e eficiente, desde que haja planejamento, por exemplo, treinando instrutores;
- economiza dinheiro público pois, deixaria de pagar as licenças cada vez mais caras dos softwares proprietários;
- intensifica a segurança da informação pois, com software aberto é possível identificar e adaptar a lógica do sistema para um formato confiável de transporte e de divulgação das informações;
- incentiva o mercado interno pois os desenvolvedores e técnicos locais encontrariam mais emprego nessa área.

Os defensores do software proprietário contrapõem que:
- o software livre têm custos de manutenção maiores porque requer pessoal especializado, e a maioria dos técnicos locais já possuem conhecimentos para trabalhar nos atuais sistemas;
- a questão da soberania não é assim tão importante porque as grandes empresas de software estão dispostas a fornecer acesso a seus códigos-fontes para a análise dos governos ou de grandes grupos empresariais.

Em momentos de crise econômica, com governos cautelosos e com obrigação de economizar, software livre também se apresenta como uma alternativa viável. Um outro fator importante que deve ser considerado é que já existe demanda do setor público para aplicações de computação nas nuvens, e, até o momento, não há concorrência de software proprietário neste cenário.
Alguns juristas ainda divergem sobre a obrigatoriedade do uso de software livre na administração pública, mas autores como Túlio Vianna são categóricos em afirmar que os princípios econômicos consagrados na Constituição brasileira de 1988 impõem o uso do software livre quando houver software disponível nesta licença.

## Brasil
Software livre no Brasil é um item fundamental para a estratégia de TI, tanto no governo quanto na indústria de software. A liberdade de escolha e a possibilidade de independência das empresas de software de grande porte é vista como uma grande oportunidade para o desenvolvimento da indústria de TI. Considerando o enorme capital humano que o país tem e o tamanho do seu mercado, torna-se viável a criação de um ecossistema apto a desenvolver este tipo de tecnologia.
Através do Decreto de 18 de Outubro de 2000, foi criado o Comitê Executivo do Governo Eletrônico (CEGE) com objetivo de formular políticas, estabelecer diretrizes, coordenar e articular as ações de implantação do Governo Eletrônico, voltado para a prestação de serviços e informações ao cidadão. Como uma de suas diretrizes, o software livre deve ser entendido como opção tecnológica do governo federal. Onde for possível, deve ser promovida sua utilização. Para tanto, deve-se priorizar soluções, programas e serviços baseados em software livre que promovam a otimização de recursos e investimentos em tecnologia da informação. Entretanto, a opção pelo software livre não pode ser motivada tão somente por aspectos econômicos, mas pelas possibilidades que abre no campo da produção e circulação de conhecimento, no acesso a novas tecnologias e no estímulo ao desenvolvimento de software em ambientes colaborativos e ao desenvolvimento de software nacional.
O CEGE estabeleceu a arquitetura e-PING – Padrões de Interoperabilidade de Governo Eletrônico que é um conjunto mínimo de premissas, políticas e especificações técnicas que regulamentam a utilização da Tecnologia de Informação e Comunicação no governo federal, estabelecendo as condições de interação com os demais poderes e esferas de governo e com a sociedade em geral. e-PING define que, sempre que possível, padrões abertos e soluções em software devem ser adotados.
O presidente Luiz Inácio Lula da Silva, através do Decreto de 29 de outubro de 2003, instituiu 8 comitês técnicos com o objetivo de coordenar e articular o planejamento e a implementação de software livre, inclusão digital e integração de sistemas, dentre outras questões relacionadas. Dentre estes comitês, o Comitê Técnico de Implementação de Software Livre aprovou, no dia 2 de outubro 2004, o relatório final que traça diretrizes, objetivos e ações para a implantação de programas de código aberto na administração pública. Ao todo, 18 diretrizes, 12 objetivos e 29 ações prioritárias formam o conjunto de orientações que vão garantir a migração.
Em 2005, o Grupo de Migração de Trabalho para Software Livre (GT-Migra) publica o “Guia Livre: Referência de Migração para Software Livre do Governo Federal”, documentação que serviu de base para implementação de planos de migração nas agências governamentais e outras organizações.

### Software Público Brasileiro (SPB)
O conceito de software público    surgiu como uma estratégia para compartilhar softwares desenvolvidos pelos órgãos públicos. Os principais objetivos deste compartilhamento foi de reduzir custos, aumentar a produtividade, reaproveitar as soluções existentes, evitar duplicação de esforços, usufruir dos benefícios de ações cooperadas entre outros. As tentativas de compartilhar softwares livres desenvolvidos pelo setor público datam de 1995 e muitas delas não deram certo devido a barreira tecnológica e ao modelo de licença.
Em 2001, o conceito de Software Público foi formalizado através da área de Economia, na Teoria dos Bens Públicos. Bem público é aquele que apresenta características de "indivisibilidade" e de "não rivalidade", e, aplicado a produto como software, permite ser livremente compartilhado entre entidades governamentais e com a sociedade.
Neste mesmo ano, a empresa de Processamento de Dados do Rio Grande do Sul (PROCERGS) disponibilizou a ferramenta de e-mail DIRETO. O compartilhamento focou num primeiro esboço de disponibilização com menor peso nos acordos formais. Ainda existiam à época preocupações de ordem jurídica para concluir os processos de liberação para a sociedade de programas desenvolvidos e geridos com recursos públicos. Isto acabou causando um longo embate jurídico, refletindo em todas as outras instituições de mesmo interesse.

Neste embate jurídico, dois acontecimentos que merecem destaque na promoção do compartilhamento de software pelo setor público:
- o resultado do estudo da Fundação Getúlio Vargas demonstrando que a Licença Pública Geral - GPL, adotada pelo software livre, não fere a Constituição e nem o Direito Público e Administrativo;[17]
- o licenciamento do primeiro software pelo Governo Federal com a licença GPL: CACIC (Configurador Automático e Coletor de Informações Computacionais). O programa é um inventário de hardware e software desenvolvido pela Dataprev. Devido a aceitação por várias áreas do governo e da sociedade, em menos de um ano criou-se uma ampla rede de colaboração.

Com base no acúmulo de experiência com o software CACIC, aos pouco o conceito de software público foi se desenvolvendo e diferenciando do conceito de software livre. Desta forma, o conceito de Software Público Brasileiro foi adquirindo maturidade e características específicas, tais como a Licença Pública de Marca, a manifestação expressa do interesse público no software, a formação do ambiente público de produção colaborativa de software e o registro do software junto ao INPI.
A concretização do conceito de software público foi obtida através da criação do Portal do Software Público Brasileiro. O Portal do SPB foi criado por iniciativa do Ministério do Planejamento e disponibilizado em abril de 2007, com o objetivo de promover um ambiente de colaboração de usuários, desenvolvedores e prestadores de serviço, auxiliando no desenvolvimento, disponibilização e suporte aos softwares aderentes ao conceito. Atualmente, o portal conta com mais de 130 mil usuários e 56 programas a disposição de gestores públicos e sociedade em diversas áreas, tais como: saúde, educação, saneamento, gestão de TI, TV digital e geoprocessamento.
Assim, conforme a Instrução Normativa Nº 01 de 17 de janeiro de 2011: "O Software Público Brasileiro é um tipo específico de software que adota um modelo de licença livre para o código-fonte, a proteção da identidade original entre o seu nome, marca, código-fonte, documentação e outros artefatos relacionados por meio do modelo de Licença Pública de Marca – LPM e é disponibilizado na internet em ambiente virtual público, sendo tratado como um benefício para a sociedade, o mercado e o cidadão conforme as regras e requisitos previstos no Capítulo II desta Instrução Normativa".

## Europa
Conforme relatório do CENATIC "Report on the International Status of Open Source Software 2010", as Instituições da União Europeia têm sido uma importante força impulsionadora no desenvolvimento e adoção de software livre. CENATIC é um projeto estratégico do Governo da Espanha para fomentar o conhecimento e o uso de software livre em todos os âmbitos da sociedade. Essa pesquisa oferece uma visão geral da situação do software livre em diferentes regiões do mundo. Como resultado, vários relatórios e políticas públicas foram desenvolvidas.
O Relatório Técnico e Científico da União Europeia tem destacado que o emprego na área de Serviços de Computação e Software só tem crescido desde 1999, mesmo em momentos de crise. Em comparação com outros países, a Europa só faz menos investimentos na área de TI que os Estados Unidos.
A situação atual do software livre na Europa é resultado de planejamentos feitos no início da década. Destacam-se abaixo os principais fatos históricos que tem relação com a política de uso de software livre nos governos:
- em 2001, O documento "eEurope: An Information Society for All", recomendou para que a Comissão Europeia e os estados-membros promovessem o uso de software livre no setor público e também apontou que é possível conseguir melhores práticas em administração eletrônica por meio de troca de experiências;
- o relatório emitido pela Comissão Europeia no sentido de promover o software livre, "Pooling Open Source Software",[22] apontou seu potencial na administração eletrônica e recomenda a criação de um repositório público;
- em 2003, a Comissão Europeia publicou o documento "Encouraging good practice in the use of open source software in public administrations",[23] que se concentrou no desenvolvimento de centros de competência em OSS em nível nacional e regional, para facilitar o intercâmbio de informações sobre as oportunidades e os riscos associados ao software livre;
- ainda em 2003, também foi publicado o documento "Open Source Migration Guidelines",[24] que destacou os principais benefícios da migração para software livre nas administrações públicas. Estas recomendações são destinadas para o uso de gestores de tecnologia da informação e profissionais na administração pública, com o objetivo de ajudá-los a decidir se devem realizar a migração para software livre e como proceder com essa migração.

A Europa tem uma importante comunidade de desenvolvedores ajudando no desenvolvimento do software livre. Esta comunidade pode ter um tamanho até 2,5 maior que o da comunidade de desenvolvedores nos Estados Unidos. No entanto, a fragmentação das Universidades e a falta de coordenação dos esforços de acadêmicos é um dos pontos fracos que a impede que a Europa faça maiores contribuições no desenvolvimento deste setor. A criação do Instituto Europeu de Tecnologia e Inovação tem por objetivo aliviar os efeitos associados a esta fragmentação acadêmica e fortalecer o papel das Universidades em inovação. Para tentar resolver este problema foi criado o "The Seventh Framework Programme" (FP7) que é o principal instrumento da União Europeia para financiar a sua pesquisa tecnológica, e, ficará em vigor de 2007 a 2013. Este instrumento tem contribuído para a participação das universidades em projetos de código aberto. Um desses exemplos é o projeto "SHARE Project", que procura melhorar a competitividade da indústria europeia de sistemas embarcados através da partilha de software livre. A Universidade de Bolonha e a Universidade Politécnica de Madrid participam deste projeto, assim como as empresas Siemens, SESM Scarl e Ciaotech.

### Alemanha
A Alemanha é um dos países líderes em desenvolvimento de software livre, juntamente com os Governos da França e da Espanha.
Os principais atos públicos e históricos da Alemanha em apoio ao software livre foram:
- em 2000, o governo demonstrou forte apoio público ao software livre, adotando-o como o modelo básico para a era da informação na Europa, com o objetivo de reduzir custos e melhorar a segurança. Posteriormente, o governo realizou uma série de iniciativas específicas para informar sobre as vantagens e desvantagens do software livre. Uma dessas iniciativas foi a criação do KBSt, uma agência de consultoria em Tecnologias de Informação e Coordenação para o Governo Federal. Esta agência publica relatórios, documentos e artigos de imprensa sobre o software livre na administração federal;
- em novembro de 2001, o Bundestag, parlamento alemão, aprovou uma resolução promovendo o uso de software livre como um meio de garantir a concorrência, salientando as suas vantagens e retratando-o como uma oportunidade para o setor europeu de software;
- em 2002, o Ministério Federal Alemão do Interior assinou um acordo com a IBM e o SuSe, onde as agências governamentais receberiam descontos para a implantação do Linux. Um ano mais tarde, mais de 500 agências de governo já tinha se beneficiado com o acordo;
- um dos casos mais conhecidos de migração para software livre ocorreu na cidade de Munique. Em maio de 2003, a cidade anunciou seus planos para migrar 14 mil computadores da administração pública para o Linux e outros softwares livres através de um acordo com a IBM e o SuSe. Apesar da Microsoft fazer uma oferta com um custo inferior ao estimado para a migração, foi decidido implantar o software livre em vez de software proprietário, pois proporcionaria um maior nível de independência. A migração para o Linux foi realizada por dois fornecedores locais: Softcon e GONICUS. A Novell participou na migração do NetWare para o Open Enterprise Server. Foi alocado um orçamento de €35 milhões, sendo que 38% desse valor foi destinado ao treinamento das pessoas. Para muitos observadores, a conversão para software livre na administração da terceira maior cidade da Alemanha teve um efeito tipo onda para outras conversões no setor público alemão, assim como nas maiores cidades da Europa;
- em 2009, o governo alemão investiu €500 milhões para o programa "Open Source e Green IT". Isto demonstra mais uma vez que o software livre foi, de certa forma, beneficiado com a crise mundial, já que nesses momentos é comum adotar padrões abertos.

Vários órgãos federais que utilizam software livre no Governo da Alemanha e alguns deles são: Ministério Federal das Finanças, Centro Aeroespacial Alemão, Ministério Federal dos Negócios Estrangeiros, Controle de Tráfego Aéreo, Instituto Federal Alemão de Geociências e Recursos Naturais, entre outros.
Há outros exemplos de implantação de software livre em nível local e regional, tais como em Schwäbisch Hall, Mannheim, North Rhine Westphalia, Lower Saxony, Heidenheim, Berlin, Treuchtlingen, Osterburg, Stuttgart, Frisia, Friesland, Freiburg e Nordrhein-Westfalen.

### França
A França é considerada o segundo país europeu mais influente em software livre (desenvolvimento e implantação), ficando atrás apenas da Alemanha. Diversos fatos históricos proporcionaram o aumento do uso do software livre na França e esses fatos também influenciaram a política da União Europeia. Os principais atos públicos foram:
- a Agência Francesa para a Administração e Desenvolvimento tem promovido desde 2001 o uso do Linux e de padrões abertos na administração pública;
- em 2002, políticas públicas demonstraram um claro apoio para o uso de software livre, como descreve o documento "Guide de choix et d’usage des licences de logiciels libres pour les administrations"[27] (Guia para a seleção e uso de software livre pelas administrações), cujo objetivo é facilitar a seleção e uso do software livre na administração pública. Durante este mesmo ano, a Comissão de Plano Geral publicou uma análise sobre a indústria francesa de software, no qual recomendou que a administração pública deva promover o desenvolvimento de padrões abertos. Também em 2002, a rede pública de hospitais em Paris migrou seu sistema para Linux na tentativa de reduzir custos de manutenção e como um instrumento para homogeneizar seus sistemas;
- em 2005, 80.000 usuários de sistemas públicos migraram para o OpenOffice, proporcionando uma economia de 2 milhões de euros;
- no final de 2006, um marco importante no desenvolvimento de software livre na França foi a execução do projeto que promovia o desenvolvimento da região ao redor de Paris como um Centro de Excelência para o Desenvolvimento de Software Livre, chamado de "Paris, Capitale du Libre";
- entre as atividades realizadas ao longo dos últimos anos, destacam-se as declarações feitas em 2007 pelo Ministério da Defesa, no qual saiu em favor de projetos de software livre, tanto os desenvolvidos internamente quanto aqueles desenvolvidos através de contratos;
- em 2008, uma comissão presidida por Jacques Attali chegou à conclusão de que software livre, banda larga e segurança em TI são pontos importantes para o desenvolvimento da nação. Neste mesmo ano, Nicolas Sarkozy recomendou que a França aumente o uso de software livre e argumentou que os incentivos fiscais devem ser considerados como uma forma de estimular o desenvolvimento do setor. Em 2008 o mercado de software livre na França cresceu cerca de 80%.

O apoio institucional para o setor continuou, como demonstrado pelo projeto que iniciou com a migração de 1.154 computadores do Parlamento Francês para o Ubuntu, Firefox, OpenOffice, Mozilla Thunderbird e outros.
A importância alcançada pelo software livre na sociedade francesa, tanto no setor público com no setor privado, foi promovido pelas comunidades que são sólidas e ativa. OW2, Mandriva, Alfresco, Drupal e FUSE são comunidades de destaque na França.

### Espanha
Com a crise econômica que iniciou em 2009, a administração pública, as empresas, as universidades e os usuários na Espanha estão se voltando para o software livre. A Espanha está entre os países mais ativos na União Europeia em termos de adoção ao software livre, já que muitas das iniciativas de código aberto vão sendo amplamente aceitas nos setores público e privado. Alguns fatos históricos também tem contribuído com essa situação, e são eles:
- em 2002 na cidade de Estremadura inicia-se o projeto gnuLinEx (combinação de Linux com Estremadura). Esse projeto tem por objetivo criar uma plataforma funcional plena, baseada em software livre, possibilitando acesso universal às ferramentas de SI por todos os cidadãos. O gnuLinEx contém uma grande quantidade de software, incluindo o sistema operacional GNU/Linux e aplicações em diversas áreas, tais como contábil, hospitalar e de agricultura. No fim de 2003, o gnuLinEx estava instalado em aproximadamente 40.000 computadores nas escolas, proporcionando um economia de €30 milhões;
- em 2003, o documento "Criterios de seguridad, normalización y conservación de las aplicaciones utilizadas para el ejercicio de potestades"[28] (Critério de Segurança, padronização e de conservação para aplicações utilizadas para o exercício de poderes), recomenda o uso de software livre sempre que possível, desde que ele atenda as necessidades exigidas. Posteriormente, o Ministério das Administrações Públicas publicou um guia com recomendações para a adoção de software livre na administração pública;
- em julho de 2006, a pedido do Ministério do Turismo, Indústria e Comércio, o Conselho de Ministros aprovou a criação do CENATIC.[2] CENATIC é o único projeto estratégico do Governo da Espanha criado para impulsionar o conhecimento e o uso de software livre em todos os âmbitos da sociedade;
- em 2006, o Parlamento espanhol aprovou por unanimidade uma resolução “obrigando” o governo a promover ativamente o uso do software livre na administração pública.

Outro projeto realizado pela Administração Nacional na área de software livre é o Virtual MAP, do Ministério da Administração Pública, que implantou o Linux em 220 servidores, e o Projeto Agrega, promovido pelo Ministério do Turismo, Indústria e Comércio e pelo Ministério da Educação.

### Itália
40% da administração publica italiana funciona com software livre, e 93% das Universidades também.

## Ásia

### China
Quando a Microsoft anunciou o fim do suporte ao MS Windows XP, a China anunciou o início do desenvolvimento de uma versão linux para uso no parque computacional governamental chinês, barrando neste inclusive a entrada do Windows 8.

### Coreia do Norte
Também lançou uma versão governamental de linux, nesse caso com visual idêntico ao  Mac OS 

## Perspectivas de crescimento da área de Software até 2020
A instituição membro da Comissão Europeia conhecida como CORDIS (Investigação Comunitária e Serviço de Informações de Desenvolvimento) tem feito análises do documento EC SEC 2009/02 sobre impacto econômico e ações políticas na Europa. Dentro dos resultados são observadas claramente as demandas por software livre. Considerando que a Europa é o segundo mercado mundial de software, os resultados da pesquisa não refletem unicamente naquela região, podendo influenciar também outras regiões, como a América Latina e os Estados Unidos.
O relatório descreve que as principais barreiras do software livre na atualidade são:
- baixa adoção de clientes do mercado de PC (sistema operacional e ferramentas de escritório); e
- o desenvolvimento conduzido pela comunidade não está adaptado a todos os negócios e segmentos de TI, que são altamente competitivos.

Embora existam essas barreiras, elas são consideradas superáveis. Um cenário pior seriam as barreiras criadas por legislações.
Para a CORDIS, a redução de custos é o primeiro objetivo em qualquer mercado de TI quando se está em crise. A crise de 2009 tem impactado bastante nas políticas de investimento. Nesses momentos de crise adotam-se padrões abertos, como o Linux, por exemplo. Outra razão para a adoção de software livre é muito bem argumentada pelo estudo feito pela UNU-MERIT. Nesse estudo calcula-se o custo de construção de cada uma dos 5 maiores produtos de FLOSS (OpenOffice, Kernel, Firefox, Gcc, XFree86). O resultado em milhões de Euros é respectivamente 482, 882, 154, 329, e 169. Portanto, não vale a pena construir um Software que já está disponível e exige apenas adaptações.
A Europa já investe em software livre na administração pública, assim como a América Latina, liderada pelo Brasil. Na Europa existe a solução para Interoperabilidade na Administração Pública (ISA). Como resultado desse trabalho surgiu o Observatório e Repositório de Software Livre. Também existe uma licença específica para a comunidade europeia conhecida como EUPL. Essa licença difere basicamente da GPL porque inclui a Cláusula de Compatibilidade. Ou seja, o desenvolvimento deve prover a interoperabilidade. O tema interoperabilidade será o mais importante na construção de software até 2020.
O relatório da CORDIS também observa que a implantação da computação nas nuvens atuará como um novo motor de crescimento e que há prosperidade para o software livre em geral. Entre 2015-2020 seu crescimento será limitado por fatores de mercado, como integração de sistemas. Uma razão para isto é que os sistemas estarão mais maduros (desenvolvidos). Essas mesmas observações foram feitas por UNU-MERIT, que afirma que o software livre estará em todos os setores da economia e muito mais bem aceito nas áreas governamentais. O mercado da computação em nuvem no Brasil é considerado fraco. Para a Aliança de Software dos Estados Unidos, o Brasil está em último lugar de uma lista de 100 países pesquisados. Por outro lado, isto também significa que há muito espaço para crescimento.
Para CORDIS os seguinte segmentos são emergente e impactarão na economia pelo menos até 2020:
- Web 2.0 --> uma plataforma que possibilita facilidades de compartilhamento de informações e interoperabilidade. Os softwares são os serviços dessa plataforma. Neste ambiente aproveita-se a inteligência coletiva. Exemplos de WEB 2.0 são os Blogs e a própria Wikipédia, entre outros;
- Mobilidade → aplicações para dispositivos móveis. Exemplos: serviços baseados em localização, aplicações que são executadas em computação nas nuvens com interface para o dispositivo móvel, entre outros;
- M2M → comunicação sem fio de Máquina-para-Máquina. Exemplo: monitoração de equipamentos, onde um equipamento recebe informação de outro; e
- IoT (Internet das Coisas) → um exemplo disto são os dispositivos monitorados por RFID. Essa tecnologia é considerada a sucessora do código de barras. Também há possibilidade de integração com Serviços de Internet,[39] permitindo obter dados do dispositivo monitorado.

Esse avanço é possível porque há demanda para estes tipos de software e principalmente porque SOA (Arquitetura Orientada a Serviços) e código aberto vem evoluindo satisfatoriamente. Com a implantação de SOA consegue-se as camadas de interoperabilidade.
O investimento em software livre passará de 4 milhões de Euros em 2008 para 22 milhões em 2020. Isto se deve principalmente pela demanda gerada pelos governos. O setor privado já tem vem analisando esses dados e fará fortes investimentos na área. Isto também reflete na formação de profissionais e no mercado de trabalho. Assim, há demanda para desenvolvedores de software livre e essa demanda tende a crescer nos próximos anos.